# ウズラクイナ
ウズラクイナ（Crex crex）は、ツル目クイナ科ウズラクイナ属に分類される鳥類。本種のみでウズラクイナ属を構成する。

## 分布
夏季にヨーロッパから西アジアで繁殖し、冬季になるとアフリカ大陸北部および中部以南へ南下し越冬する。
日本では、2010年に関西地方で観察された。

## 形態
全長27-30センチメートル。翼開張42-53センチメートル。頸部はやや短い。上面の羽衣は淡黄褐色で、暗褐色や黒褐色、黒の縦縞が入る。下面が淡黄褐色、喉の羽衣は白い。尾羽基部の下面を被う羽毛（下尾筒）は赤褐色で、白い縞模様が入る。眼上部には眉状に灰色の筋模様（眉斑）、眼先から眼を通り後頭にかけて淡黄褐色の筋模様（過眼線）が入る。翼は幅広く、風切羽は次列風切が最も長い。翼は黄褐色で羽毛の外縁（羽縁）が淡黄色。
虹彩は淡褐色。嘴は短く、基部は幅広い。後肢の色彩は赤みがかった灰色。
幼鳥は上面の羽衣が淡黄褐色の羽毛で被われ、眉斑がない。オスは喉から胸部の羽衣が灰青色。また繁殖期になると色味が濃くなり、眉斑が太くなる。

## 生態
草原やサバンナ、湿原の周辺に生息する。繁殖地では飛翔する事はまれで、危険を感じると短距離を飛翔し茂みに逃げ込む。
食性は動物食傾向の強い雑食で、昆虫、甲殻類、貝類、両生類、小型鳥類、小型哺乳類、植物の葉、種子などを食べる。春季や冬季には主に種子を食べる。
繁殖形態は卵生。繁殖期になるとオスは昼夜を問わず鳴き声をあげる。属名Crexおよび種小名crexは鳴き声に由来する。草原の地表に草や茎を組み合わせた巣を作り、1回に6-14個の卵を産む。メスのみで抱卵すると考えられ、抱卵期間は16-19日。

## 人間との関係
開発による生息地の破壊、草原伐採の早期化や機械化による卵や雛も含めた生存率や繁殖成功率の低下などにより生息数は減少している。1996年における生息数は囀るオスの数から92,000-230,000羽と推定されている。

## 画像・音声

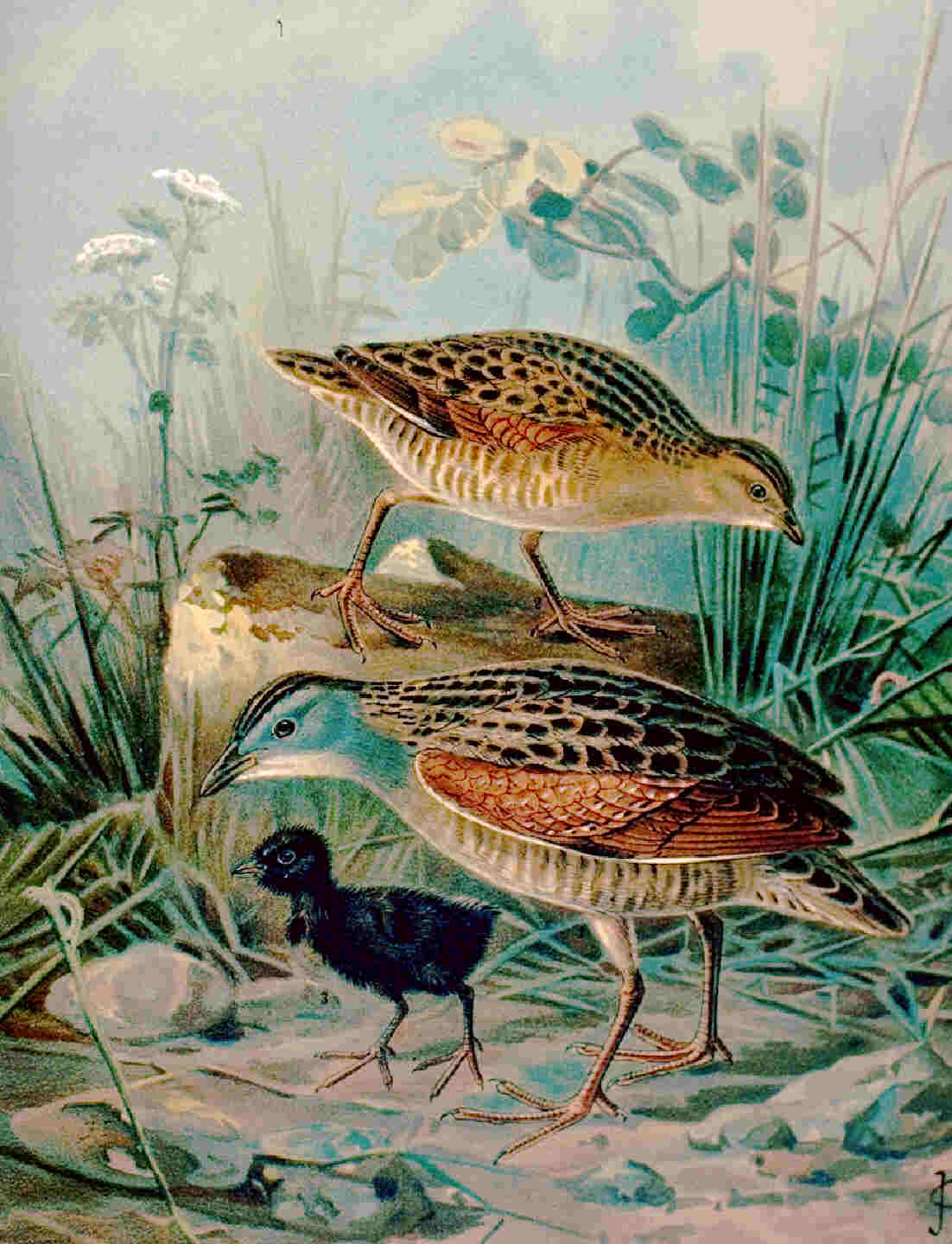
イラスト
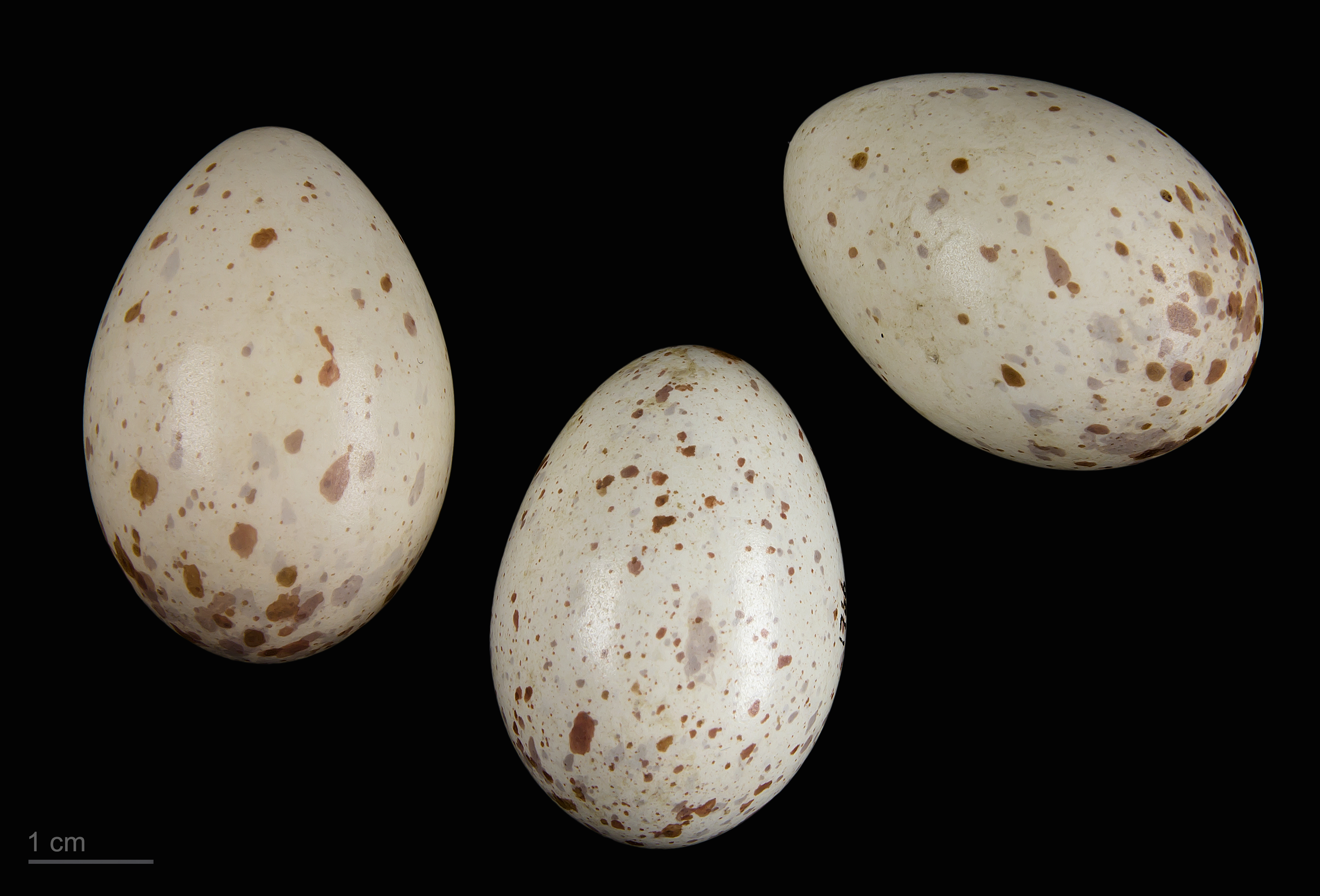
Museum specimen